# Eddy Israfilov
Eddy Silvestre Pascual Israfilov, dit Eddy (en azéri : Eddi İsrafilov), né le 2 août 1992 à Roquetas de Mar en Espagne, est un footballeur hispano-angolais naturalisé azerbaïdjanais, qui évolue au poste de milieu de terrain. 
Il compte treize sélections en équipe nationale depuis 2015.

## Biographie

### Carrière de joueur
Il naît en Espagne d'un père angolais, et d'une mère azerbaïdjanaise.
Il dispute 11 matchs en première division, et plus de 100 matchs en deuxième division, pour 3 buts inscrits .

### Carrière internationale
Eddy Israfilov compte huit sélections avec l'équipe d'Azerbaïdjan depuis 2015. 
Il est convoqué pour la première fois par le sélectionneur national Robert Prosinečki pour un match des éliminatoires de l'Euro 2016 contre Malte le 28 mars 2015 (victoire 2-0).